# کارمی تاونشیپ، شهرستان وایت، ایلینوی
کارمی تاونشیپ (به انگلیسی: Carmi Township) یک منطقهٔ مسکونی در ایالات متحده آمریکا است که در شهرستان وایت، ایلینوی واقع شده‌است. کارمی تاونشیپ ۱۲۱٫۹۲ متر بالاتر از سطح دریا واقع شده‌است.